# Кодимский
Кодимский — посёлок в Верхнетоемском районе Архангельской области. Входит в состав муниципального образования «Пучужское».

## География
Посёлок находится на правом берегу реки Кодима выше впадения реки Сырая Еча на краю болота Пироговское, в 58 км (по прямой) к западу-северо-западу от райцентра села Верхняя Тойма.

## История
По решению облисполкома № 707 от 23.09.1963 года зарегистрирован населённый пункт Кодимского лесопункта Верхнетоемского леспромхоза Пучужского сельского Совета, которому присвоено название — посёлок Кодимский.

## Население
| 2002 | 2010 |
| ---- | ---- |
| 390  | ↘306 |